# Wheatfield Soul
Wheatfield Soul es el cuarto álbum de estudio de la banda de rock canadiense The Guess Who, publicado en 1969. Se trata del primer álbum de la agrupación con Burton Cummings como vocalista y tecladista, luego de la salida de Chad Allan, cantante original de la banda.

## Lista de canciones
Todas escritas por Randy Bachman/Burton Cummings, excepto donde se indique lo contrario.
1. "These Eyes" - 3:45
2. "Pink Wine Sparkles in the Glass" - 2:13
3. "I Found Her in a Star" (Cummings) - 2:36
4. "Friends of Mine" - 10:04
5. "When You Touch Me" (Bachman, Cummings, Rob Matheson) - 3:38
6. "A Wednesday in Your Garden" (Bachman) - 3:20
7. "Lightfoot" (Bachman, Cummings, Matheson) - 3:07
8. "Love and a Yellow Rose" - 5:05
9. "Maple Fudge" - 1:49
10. "We're Coming to Dinner" - 2:43

## Personal
- Burton Cummings – voz, teclados
- Randy Bachman – guitarras, voz
- Jim Kale – bajo, voz
- Garry Peterson – batería, percusión, voz